# Manchester City Football Club 2004-2005
Questa pagina raccoglie i dati riguardanti il Manchester City Football Club nelle competizioni ufficiali della stagione 2004-2005.

## Maglie e sponsor
Lo sponsor tecnico per la stagione 2004-2005 è Reebok, mentre lo sponsor ufficiale è Thomas Cook.
| Manica sinistra · Maglietta · Maglietta · Manica destra · Pantaloncini · Calzettoni · Calzettoni |
| Casa                                                                                             |

| Manica sinistra · Maglietta · Maglietta · Manica destra · Pantaloncini · Pantaloncini · Calzettoni · Calzettoni |
| Trasferta |

| Manica sinistra · Manica sinistra · Maglietta · Maglietta · Manica destra · Manica destra · Pantaloncini · Pantaloncini · Calzettoni · Calzettoni |
| Terza divisa |

## Rosa
Aggiornata il 25 gennaio 2010
| N. |                         | Ruolo | Calciatore        |
| -- | ----------------------- | ----- | ----------------- |
| 1  | Inghilterra (bandiera)  | P     | David James       |
| 2  | Francia (bandiera)      | D     | David Sommeil     |
| 3  | Galles (bandiera)       | D     | Ben Thatcher      |
| 5  | Francia (bandiera)      | D     | Sylvain Distin    |
| 6  | Stati Uniti (bandiera)  | C     | Claudio Reyna     |
| 8  | Inghilterra (bandiera)  | C     | Robbie Fowler     |
| 10 | Francia (bandiera)      | A     | Antoine Sibierski |
| 11 | Inghilterra (bandiera)  | A     | Jon Macken        |
| 12 | Inghilterra (bandiera)  | P     | Nicky Weaver      |
| 14 | RD del Congo (bandiera) | C     | Kiki Musampa      |
| 16 | Nigeria (bandiera)      | D     | Nedum Onuoha      |
| 17 | Cina (bandiera)         | D     | Sun Jihai         |
| 18 | Inghilterra (bandiera)  | D     | Danny Mills       |
| 20 | Inghilterra (bandiera)  | C     | Steve McManaman   |
| 21 | Paesi Bassi (bandiera)  | P     | Ronald Waterreus  |
| 22 | Irlanda (bandiera)      | D     | Richard Dunne     |

| N. |                        | Ruolo | Calciatore              |  |
| -- | ---------------------- | ----- | ----------------------- |  |
| 24 | Inghilterra (bandiera) | C     | Joey Barton             |  |
| 25 | Belgio (bandiera)      | P     | Geert De Vlieger        |  |
| 26 | Paesi Bassi (bandiera) | C     | Paul Bosvelt            |  |
| 27 | Danimarca (bandiera)   | D     | Mikkel Bischoff         |  |
| 28 | Inghilterra (bandiera) | C     | Trevor Sinclair         |  |
| 29 | Inghilterra (bandiera) | C     | Shaun Wright-Phillips   |  |
| 30 | Francia (bandiera)     | C     | Christian Negouai       |  |
| 31 | Inghilterra (bandiera) | C     | Jonathan D'Laryea       |  |
| 32 | Danimarca (bandiera)   | P     | Kevin Stuhr Ellegaard   |  |
| 33 | Danimarca (bandiera)   | P     | Kasper Schmeichel       |  |
| 39 | Francia (bandiera)     | A     | Nicolas Anelka          |  |
| 40 | Inghilterra (bandiera) | C     | Lee Croft               |  |
| 41 | Inghilterra (bandiera) | D     | Stephen Jordan          |  |
| 42 | Inghilterra (bandiera) | A     | Bradley Wright-Phillips |  |
| 43 | Irlanda (bandiera)     | D     | Patrick McCarthy        |  |
| 44 | Irlanda (bandiera)     | C     | Willo Flood             |  |